# Laguna Mondaca
Laguna Mondaca är en sjö i Chile.   Den ligger i regionen Región del Maule, i den södra delen av landet, 220 km söder om huvudstaden Santiago de Chile. Laguna Mondaca ligger 1 452 meter över havet. Arean är 0,33 kvadratkilometer. Den sträcker sig 0,8 kilometer i nord-sydlig riktning, och 0,8 kilometer i öst-västlig riktning.
Trakten runt Laguna Mondaca är ofruktbar med lite eller ingen växtlighet. Runt Laguna Mondaca är det glesbefolkat, med 8 invånare per kvadratkilometer.